# Santa Bárbara Airlines
Santa Bárbara Airlines é uma companhia aérea venezuelana. Sua base de operações é o aeroporto Simón Bolívar, em Caracas. Opera tanto em voos nacionais quanto internacionais. Foi fundada em 1995